# Teplička nad Hornádom (przystanek kolejowy)
Teplička nad Hornádom – przystanek kolejowy we wsi Teplička nad Hornádom w kraju koszyckim na linii kolejowej nr 180 na Słowacji.